# Aux frontières du possible
Aux frontières du possible est une série télévisée en coproduction entre la France et l'Allemagne de l'Ouest, créée par Henri Viard et Jacques Bergier et réalisée par Victor Vicas et Claude Boissol. 
La série est composée de treize épisodes de cinquante-cinq minutes répartis en deux saisons. La première saison a été diffusée entre le 4 octobre et le 11 novembre 1971 à 22 h 00 le lundi puis le jeudi ; la seconde saison, entre le 23 février et le 6 avril 1974 à 21 h 30 le samedi sur la deuxième chaîne de l'ORTF. Cette série est à la jonction de deux genres : la série policière et la science-fiction mais les scénaristes préfèrent plutôt le terme de série « d'anticipation réaliste » ou de « science prévisionnelle ». En effet, les créateurs ont inventé des aventures basées sur des découvertes scientifiques et technologiques réelles. À travers la série, ils imaginent les dérives et conséquences qu'engendrerait la mise en œuvre de ces innovations. Se voulant prospective, la série met donc en scène une réalité proche mais certaine tout en s'inscrivant dans une intrigue romanesque actuelle,.
Au Québec, la série a été diffusée à partir du 29 mai 1972 à la Télévision de Radio-Canada.

## Synopsis
Le B.I.P.S. (Bureau International de Prévention Scientifique) est une agence spéciale chargée de protéger le monde de l'utilisation de découvertes scientifiques à des fins criminelles. Le directeur de cette agence, Courtenay-Gabor, supervise les opérations d'investigation et envoie ses deux meilleurs agents, Yan Thomas et Barbara Andersen, dans des missions où la réalité est souvent dépassée par la fiction. Les héros sont confrontés à des événements étranges et inexpliqués où ils doivent allier intelligence, chance et énergie. Avec ou sans l'aide de la police traditionnelle, ils déjouent les plans des criminels afin de rétablir la vérité.

## Fiche technique
- Titre : Aux frontières du possible
- Création : Henri Viard et Jacques Bergier
- Réalisation : Victor Vicas, Claude Boissol
- Scénario : Henri Viard et Jacques Bergier d'après le livre de ce dernier L'Espionnage scientifique (1971)
- Musique : Jack Arel
- Production : Office national de radiodiffusion télévision française (ORTF)
- Coproducteurs : Télécip, Poste Parisien [4]
- Diffuseurs étrangers en collaboration: ZDF. - T.V. 60 (Allemagne de l'Ouest), M.T.V. (Finlande), Radio-Canada (Montréal)[5]
- Pays d'origine : France
- Langue d'origine : Français
- Format : Couleurs
- Genre : Téléfilm ; Série[6]
- Thématique : Science fiction ; Fiction ; Intrigue policière[6]
- Durée : 55 minutes[7]
- Date de première diffusion : 4 octobre 1971[7]
- Chaîne de diffusion: La deuxième chaîne de l'ORTF[8]

## Distribution
- Pierre Vaneck : Yan Thomas
- Jean-François Rémi : Courtenay-Gabor, patron du BIPS
- Elga Andersen : Barbara Andersen (10 épisodes)
- Yvette Montier : la secrétaire de Courtenay-Gabor (7 épisodes)
- Roger Rudel : le commissaire Chalier (6 épisodes)
- Eva Christian : Christa Neumann (3 épisodes) [9].

## Épisodes

### Saison 1 (1971)
Épisode 1Le Dossier des mutations « V »
- Réalisation : Victor Vicas.
- Scénario : Jacques Bergier et Jean Sacha.
- Première Diffusion : 4 octobre 1971
- Résumé : Paris, rue Vivienne, un homme est abattu en sortant de la Bourse. On retrouve dans sa sacoche une branche de prunier. Le commissaire Chalier fait appel au B.I.P.S. pour mener l'enquête. Le B.I.P.S. et Yan Thomas font une découverte extraordinaire: les fruits de ce rameau contiennent des diamants bruts. À la suite de cette découverte, le cours mondial du diamant s'écroule et cette invention attise les convoitises. Le cadavre est un savant apatride du nom de Virgile Floresco. Sa fille Nadine vit en France. Les documents concernant la fabrication sont entre les mains de Nadine et d'un expert du diamant, Van Geers. Barbara et Yan explorent différentes pistes les menant à Londres, Paris et Dreux afin de résoudre cette enquête et d'empêcher les malfaiteurs d'obtenir la précieuse découverte.
- Acteurs secondaires[11]:
  - François Chaumette : Cornélius Van Geers
  - François Jaubert : Gérard Van Geers

Épisode 2Attention : Nécroses mentales
- Réalisation : Victor Vicas.
- Scénario : Jacques Bergier et Jean Sacha.
- Diffusion : 11 octobre 1971 (ORTF).
- Résumé : À leur retour de l'espace, des astronautes voient leurs comportements changer violemment. Le BIPS charge Barbara Andersen et Yan Thomas d'enquêter afin de trouver une explication à ces phénomènes avant que cette maladie de l'espace se propage dans le monde entier. Après quelques recherches, les deux agents du BIPS découvrent l'existence de la Transcalmine K, une drogue permettant de suractiver les fonctions cérébrales des astronautes dans l'espace. Si cette drogue semble inoffensive, l'enquête mène Yan Thomas et Barbara Andersen à découvrir les effets secondaires néfastes de la Transcalmine K.
- Acteurs secondaires :
  - Philippe Mareuil : Serge
  - Alan Scott : Brett
  - Jerry Brouer : Hunter
  - Gérald Denizeau : Mimile
  - Michel Garland : Alexis Kumikovsky

Épisode 3Terreur au ralenti
- Réalisation : Claude Boissol.
- Scénario : Jacques Bergier et Jean Sacha.
- Diffusion : 18 octobre 1971 (ORTF).
- Résumé : Les habitants d'un village de Haute Provence ne vivent plus qu'avec une extrême lenteur. Après l'hospitalisation des trois quarts des villageois, des examens médicaux montrent un ralentissement de leurs fonctions cardiaques et cérébrales. Yan Thomas et Barbara Andersen sont envoyés mener une enquête par le BIPS. À la suite d'un appel, Yan Thomas rencontre un mystérieux homme qui lui révèle que le groupe dont il est membre a mis au point un émetteur d'ondes teta 36 qui permet d'envoyer des impulsions dans n'importe quel cerveau humain et de le paralyser mentalement. Il demande une rançon et exige de Yan Thomas qu'il soit l'intermédiaire.
- Acteurs secondaires : 
  - Michel Garnier : Roland Nedel
  - Flora Alberti : Mme Barbey
  - Géo Beuf : Le médecin du village
  - Estel Caron : Edmonde Pontis
  - Claude Degliame : La femme dans la maison
  - Jean Le Lamer : Kolb
  - Jean-Pierre Lorrain : Le médecin de l'hôpital

Épisode 4Menaces sur le sixième continent
- Réalisation : Claude Boissol.
- Scénario : Jacques Bergier et Jean Sacha.
- Diffusion : 25 octobre 1971 (ORTF).
- Résumé : Après que plusieurs grands navires aient coulé mystérieusement, une organisation clandestine réclame le règlement d'une prime spéciale contre « les risques de grande profondeur ». L'enquête est confiée à Yan Thomas et Barbara Andersen lorsque, à Nice, le commissaire Chalier leur fait part d'une découverte : un homme grenouille a été trouvé mourant. Après un examen médical, on conclut à une intoxication par un gaz inconnu. À la suite des derniers mots de l'homme, qui évoquent certaines œuvres de Léonard de Vinci conservées à la bibliothèque du Vatican, Barbara se rend à Rome pour approfondir les recherches sur ce sujet. En parallèle, Yan Thomas enquête auprès du propriétaire d'un yacht non loin de l'endroit où le corps du plongeur avait été retrouvé.

Acteurs secondaires
- - Max Amyl : Costellani
  - André Oumansky : San Seccario
  - Liliane Patrick : la veuve
  - Jean Lemaitre : le bibliothécaire
  - Jean Combal
  - Jacques Francel

Épisode 5L'Homme radar
- Réalisation : Victor Vicas.
- Scénario : Jacques Bergier et Jean Sacha.
- Diffusion : 4 novembre 1971 (ORTF).
- Résumé : Les lignes aériennes internationales sont touchées par des séries d'accidents d'avions inexpliqués qui ont pour victimes des savants renommés. Les agents du B.I.P.S. sont chargés de cette nouvelle énigme : Yan émet l'hypothèse d'un dérèglement du système électronique de pilotage par un élément extérieur, tel un émetteur clandestin d'hyper fréquence. Yan suspecte une masseuse kinésithérapeute nommée Olga et décide de la prendre en filature. Cette dernière se rend dans une mine désaffectée en compagnie d'un Asiatique du nom de Sun dont la B.I.P.S. découvre plus tard qu'il porte des implants cristallins dans le cerveau, le transformant ainsi en homme-radar.
- Acteurs secondaires : 
  - Robert Dalban : le docteur Rabut
  - Françoise Giret : Olga Vertaut
  - Hubert Deschamps

Épisode 6Protection spéciale ultra-sons « U »
- Réalisation : Claude Boissol.
- Scénario : Jacques Bergier et Jean Sacha.
- Diffusion : 11 novembre 1971 (ORTF).
- Résumé : C'est le dernier épisode de la première saison. Le commissaire Chalier informe Yan et Barbara qu'un groupe d'individus semble avoir réussi à créer un système électronique permettant d'écouter à longue distance à travers les parois les plus épaisses. Grâce à cette invention, le groupe est parvenu à filmer et enregistrer l'intégralité de deux conférences internationales de haute importance. Les gouvernements ne peuvent plus garder secrètes leurs réunions. Seul hic du système : il est impossible d'écouter à travers l'eau ! Le B.I.P.S. est chargé de ce cas épineux. À Neuilly, une autre conférence scientifique doit avoir lieu. Cependant, celle-ci se tiendra dans un lieu totalement différent avec la présence de figurants : c'est une fausse conférence.
- Acteurs secondaires :
  - Jacques Harden : le président
  - Max Desrau : un membre de la conférence
  - Arch Taylor : un membre de la conférence
  - Marc de Georgi : Lacace

### Saison 2  (1974)
Épisode 1Le Dernier Rempart
- Réalisation : Claude Boissol.
- Scénario : Henri Viard.
- Diffusion : 23 février 1974 (ORTF).
- Résumé : C'est la crise économique. Après un sondage effectué en France auprès de la population sur les conditions de vie et du climat politique, on constate que l'ensemble du pays semble concerné par la situation, hormis une ville de banlieue, Surville, où l'ensemble de la population semble avoir perdu son libre arbitre. Le B.I.P.S est chargé de l’enquête. Yan Thomas et Barbara se rendent sur place et assistent à divers événements sordides. Petit à petit, les deux enquêteurs découvrent qu'une drogue euphorisante circule dans la banlieue par le biais des aliments ; Yan Thomas en fait d'ailleurs les frais. La situation se complexifie lorsqu'une organisation révolutionnaire sud-américaine se retrouve en possession de cette drogue et menace de l'utiliser sur les dirigeants des Banques Centrales les plus importantes au monde. La menace est mise à exécution : les gouverneurs sont sous l'emprise de la drogue et signent l'intégralité des chèques qui leur est présentée. Dans le même temps, Barbara se fait enlever par la fameuse organisation et Yan Thomas trouve un moyen de résoudre l’enquête et d'éviter un déséquilibre financier mondial.
- Acteurs secondaires :
  - Georges Atlas : le mari de la concierge
  - Éric Baugin : l'enfant #1
  - Patrick Baugin : l'enfant #2
  - Med Hondo : le docteur Sosian Cisse
  - Olivier Mathot : le professeur Armand Reyre
  - Sophie Sam : la concierge
  - Eva Saint-Paul : Maria Pilar
  - Jess Hahn : Oswald Deorch
  - Nicolas Vogel : le commissaire

Épisode 2Le Cabinet noir
- Réalisation : Victor Vicas.
- Scénario : Henri Viard.
- Diffusion : 2 mars 1974 (ORTF).
- Résumé : Cinq crimes ont été commis dans des salles de spectacle sans motif apparent. Le président de la B.I.P.S confie à Yan et Barbara cette enquête. Ces derniers deviennent témoins d'un meurtre dans un cabaret à la suite d'une coupure de courant. L'une des pistes mène à une petite bande de truand et à une importante société internationale d'électronique. Cette firme cherche à s'emparer d'un super ordinateur expérimenté, à la demande du gouvernement, afin d'obtenir un contrôle absolu sur les policiers. En s'infiltrant dans cette firme, Barbara subit un lavage de cerveau qui lui fait oublier son appartenance à la B.I.P.S et sa relation avec Yan. Sous contrôle, Barbara essaie de tuer Yan.
- Acteurs secondaires :
  - Herta Kravina
  - Joachim Rake
  - Wolfram Schaerf
  - Friedrich Schütter

Épisode 3 - Les Hommes volants
- Réalisation : Claude Boissol
- Scénario : Henri Viard.
- Diffusion : 9 mars 1974 (ORTF).
- Résumé : En Finlande, dans la région de Saima, les journaux relatent des récits d'apparition de soucoupes volantes. Trois campeurs sont tués. Le président du B.I.P.S envoie Yan pour entreprendre des recherches. Barbara est hospitalisée à la suite d’un lavage de cerveau, elle est remplacée par Christa, qui devient la nouvelle assistante de Yan Thomas. Yan et Christa rencontrent un homme influent, Valdemar Taniola, qui parait suspect. Cette personne a l'intention de vendre des brevets pour l'utilisation de champs de force électromagnétiques à différentes compagnies internationales.Ils comprennent que cet homme a pris des forces avec l'aide d'un savant qui a mis en place une invention curieuse.
- Acteurs secondaires :
  - Martti Katajisto : Stanford
  - Soila Komi : Maarit
  - Eero Kosteikko : Valdemar Taniola
  - Pertti Melasniemi : Antero
  - Ville Salminen : Professeur Miskanen
  - Yrjö Tähtelä : Risto
  - Timo Virkki : le commissaire
  - Yvette Montier : la secrétaire

Épisode 4Meurtres à distance
- Réalisation : Claude Boissol
- Scénario : Henri Viard. d’après une idée scientifique de Jacques Bergier et Jean Sacha
- Diffusion : 16 mars 1974 (ORTF).
- Résumé : Le B.I.P.S. a été saisi d'un dossier non résolu établi par les services de télécommunications de la marine. Des expériences par télépathie sont faussées par des interruptions volontaires. Le bureau envoie Yan et Christa à Plomeur-Bodou, où se tient le « groupement de télécommunications abstraite à la marine », pour enquêter sur le phénomène étrange. La population de cette ville est divisée en deux camps. Yan et Christa vont essayer de démêler le pouvoir magnétique de ce mystère.
- Acteurs secondaires :
  - Yvette Montier : la secrétaire
  - Michel Auger : Le gourou
  - Nicole Desailly : La loueuse
  - Georges Géret : Fabre
  - Jean-Pierre Kerien : L'amiral Devillers
  - Renaud Mary : Professeur Duchemin
  - Nicole Pescheux : Florence Damiani
  - William Sabatier : Lieutenant Paquignon

Épisode 5Alerte au Minotaure
- Réalisation : Victor Vicas.
- Scénario : Henri Viard.
- Diffusion : 23 mars 1974 (ORTF).
- Résumé : Un éminent vétérinaire est assassiné après avoir téléphoné au responsable du B.I.P.S. au sujet de la mort d'un cheval de course. Yann et Christa partent en Camargue enquêter sous couverture à la demande de Courtenay Gabor, le patron du B.I.P.S. S'ensuit alors un enchaînement de péripéties pour nos deux protagonistes. Sur fond d'élevage de taureaux près d'Arles, ils enchaînent les découvertes et finissent par mettre le doigt sur un scandale lié aux OGM dont ils n'imaginaient pas toutes les implications.
- Acteurs secondaires :   
  - Jacques Berthier : Salvia
  - Serge Sauvion : Juan
  - Michel Creton : Jacques
  - Jenny Arasse : la fille du professeur
  - Philippe Brigaud : le chef de gendarmerie

Épisode 6Les Créateurs de visible
- Réalisation : Victor Vicas.
- Scénario : Henri Viard.
- Diffusion : 30 mars 1974 (ORTF).
- Résumé : Dans plusieurs pays, des phénomènes inquiétants se produisent. Au cours de manifestations contestataires, on a vu apparaître la silhouette de leaders morts depuis longtemps. Yann et Barbara se rendent au Canada pour les besoins de l'enquête. Une fois sur place, nos deux protagonistes vont enchaîner les découvertes et vont enquêter autour d'un mystérieux appareil. Barbara va alors jouer un rôle d'agent double pour tâcher de découvrir la vraie nature de ces apparitions. Il s'agissait en réalité d'un projecteur d'hologrammes dont l'usage s'est avéré bénéfique pour réunir des personnes autour d'une apparition relevant de l'ordre du miracle religieux.
- Acteurs secondaires :
  - Louis De Santis
  - Guy L'Écuyer
  - Aubert Pallascio : Louis Aubert
  - Gilles Pelletier
  - Claude Préfontaine

Épisode 7L'Effaceur de mémoire
- Réalisation : Victor Vicas.
- Scénario : Henri Viard.
- Diffusion : 6 avril 1974 (ORTF).
- Résumé : Au cours d'un procès, le président d'un tribunal de Montréal semble être troublé quand l'accusé prononce un nom familier. Quelques instants plus tard, ce dernier se suicide dans son cabinet. D'autres événements du même type se produisent et les autorités font appel au B.I.P.S. Yan rejoint Barbara au Canada pour résoudre cette affaire. Par un heureux hasard, un incident télévisé met Yan sur une piste : en pleine émission, une chanteuse a eu un trou de mémoire et s'est effondrée en public. Après une longue enquête, Yan et Barbara découvrent que toutes les victimes se sont rendues à la clinique du docteur Esterlin, spécialisé dans l'effacement des souvenirs traumatisants, pour soigner leurs chocs émotionnels. Barbara s'infiltre dans cette clinique en se faisant passer pour une malade mais est vite découverte et sauvée de justesse par Yan. Les deux enquêteurs font face à un autre danger où il leur faudra déverrouiller le cerveau d'un physicien qui, à la suite du traitement, a perdu le contrôle de ses idées et dont l'expérience nucléaire qu'il a créée risque de tourner en catastrophe.
- Acteurs secondaires :   
  - Don Arrès : Pépé Renucci
  - Paul Guèvremont : Paul Leroy-Lanvin
  - Gratien Gélinas : le docteur Vogt
  - Yves Létourneau : Esterlin
  - Monique Miller : le docteur Marta Schlesser

## Production

### Développement
Avant d’être écrivain, Jacques Bergier est un ingénieur chimiste. Il est également espion et résistant pendant la seconde guerre mondiale. Jacques Bergier a été déporté au camp de concentration de Mauthausen-Gusen de novembre 1943 à mai 1945 pour avoir créé un réseau d'espionnage scientifique : Marco-Polo. Il reçoit de nombreuses décorations, aussi bien pour ses découvertes dans le domaine de la chimie que pour ses exploits d’espion. C’est en partant de ses connaissances scientifiques et de son expérience en tant qu’espion et résistant que Jacques Bergier écrit la plupart de ses ouvrages, dont L’Espionnage scientifique qui est à l'origine de la série Aux frontières du possible.
Dans une interview parue dans Télé Magazine le 9 octobre 1971, Jacques Bergier explique comment il a eu l'idée du feuilleton:  « En classant mes papiers, il y a quelques années, j’ai retrouvé un certificat qui m’avait été adressé en 1946, signé du Maréchal Montgomery. Il me félicitait pour le travail d’espionnage que j’avais fait pendant la guerre. Mais ce certificat m’était délivré non pas de la part d’une nation particulière, mais de la part des Nations-Unies. Cela m’a donné l’idée qu’il pourrait, peut-être y avoir un service secret des Nations-Unies, travaillant uniquement pour la paix. J’ai exprimé cette idée tout à fait sérieusement dans mon livre : L’Espionnage scientifique ».
Henri Viard est alors séduit par l'ouvrage de Jacques Bergier et souhaite l'adapter à la télévision. Ensemble, ils écrivent le scénario de la série. Le bureau d'espionnage des Nations-Unies que Jacques Bergier imagine devient dans la série le B.I.P.S. (Bureau international de prévention scientifique).

### Concept
La série se situe à la confluence de deux genres : le policier et la science-fiction ou plutôt « l'anticipation réaliste » selon Henri Viard, coscénariste de la série. Selon lui, la série décrit « la vie de demain à l'heure d'aujourd'hui ». Dans une interview parue dans Le Journal d'Elbeuf le mardi 28 septembre 1971, Henri Viard déclare : « le feuilleton que nous avons fait n’est pas une science-fiction, mais de la science prévisionnelle. » 
- Format des épisodes : chaque épisode constitue un tout avec une intrigue isolée autour d'un phénomène mystérieux que les membres du B.I.P.S. vont devoir résoudre. Les héros (membres du B.I.P.S.) se retrouvent d’aventure en aventure.

### Générique
Chaque épisode s'ouvre sur un carton d’une durée de cinq secondes où est inscrit le titre de la série « Aux frontières du possible » sur un fond orangé et accompagné de la musique de Jack Arel. Ensuite, une séquence d’environ trois minutes présente l’intrigue de l’épisode, le phénomène mystérieux qui fera l’objet d’une enquête du B.I.P.S. puis le générique commence.
Le générique démarre avec la mention du titre de l'épisode. Yan Thomas et Barbara Andersen sortent d’une Fiat Dino et entrent dans les bureaux du B.I.P.S (le logotype est affiché sur les portes coulissantes de l'entrée du bâtiment). Sur la musique de Jack Arel,  les deux protagonistes parcourent les couloirs de l'agence et passent plusieurs portiques de sécurité afin de rejoindre leur unité. Les crédits mentionnant auteurs, producteurs et réalisateurs accompagnent les personnages dans ce parcours. Le générique se clôt avec une transition qui plonge le spectateur dans la diégèse de l’épisode : à l'aide d'un fondu sonore, Yan et Barbara entament une conversation tout en marchant dans un ultime couloir. Puis ils entrent dans le bureau de Courtenay-Gabor qui leur annonce le sujet de l’enquête traitée dans l'épisode en question.
Le titre de la série n'est pas mentionné au générique, mais au début de l’épisode, avant la séquence introductive.

### Fondement scientifique
Chaque épisode, dont les aventures sont imaginaires, est basé sur des faits réels et scientifiques, existants à l’époque, au niveau des laboratoires ou des usines-pilotes. Ce rapport à la réalité scientifique et aux possibilités qu’offrent ces nouvelles découvertes scientifiques donne le nom de la série : « Aux frontières du possible ».
Jacques Bergier et Henri Viard s’inspirent des avancées scientifiques et technologiques les plus récentes ou de phénomènes inexpliqués pour écrire les scénarios des épisodes. Ils explorent les extrapolations qu’on pouvait imaginer à partir de ces découvertes.
De nombreux épisodes de la série sont directement inspirés de découvertes scientifiques de l'époque :
- L'épisode « Le dossier des mutations V » repose sur les travaux du Professeur Pirie en Angleterre, qui étudie sérieusement les possibilités de fabriquer le diamant à partir de plantes.
- L'épisode « L’homme-radar » : s'inspire des travaux du Dr Delgado de l'académie des Sciences de New-York, qui a eu l'idée de fixer des implants et des transistors sur le système nerveux des chimpanzés afin de les téléguider.

### Tournage
- Au cours de la saison 2, Elga Andersen a été remplacée par Eva Christian, qui joue la nouvelle assistante de Yan Thomas, Christa Neumann. Afin de respecter la continuité narrative de la série, le personnage de Barbara Andersen est interné à l'hôpital après avoir subi un lavage de cerveau[28].
- L'actrice Elga Andersen tourne les dix premiers épisodes dans le rôle de Barbara. Elle quitte ensuite la série après avoir été engagée pour jouer dans le film Le Mans de Lee H. Katzin, qui fut le dernier rôle de sa carrière.
- La série étant une coproduction franco-allemande, il fut établi dès le départ que les héros seraient chacun d'une des deux nationalités.
- Les deux réalisateurs de la série, Victor Vicas et Claude Boissol, alternaient pour tourner les épisodes. Quand l'un tournait, l'autre préparait le tournage de l’épisode suivant, et inversement. Dans une interview, Claude Boissol déclare : « J’étais très copain avec Victor Vicas et ça s’est très bien passé : pendant que l'un tournait, l'autre préparait et inversement. J'ai même remplacé Vicas, cloué au lit par une crise de coliques néphrétiques, pour un tournage à Montréal »[29].
- La majeure partie de la série a été tournée dans la région parisienne et à la station de Radio-Astronomie de Nançay[30].
- Certains épisodes sont tournés partiellement à l'étranger en collaboration avec des diffuseurs locaux :
  - Finlande - Épisode Les hommes volants en collaboration avec M.T.V.
  - Canada - Épisodes Les Créateurs de visible et L'Effaceur de mémoire" en collaboration avec Radio-Canada

## Diffusion
- Au Québec, la série a été diffusée à partir du 29 mai 1972 à la Télévision de Radio-Canada.
- En Allemagne, la série a été diffusée à partir du 12 octobre 1973 sur la ZDF.
- En France, la série a été rediffusée sur TF1 en 1978, 1984 et 1986.

La série est soumise au vote des téléspectateurs dans l'émission Samedi est à vous sur TF1 en 1976 dans la catégorie Fantastique. Dans cette émission créée par Guy Lux, le public est amené à appeler le standard  SVP 11 11 afin de choisir les émissions et feuilletons qui seront diffusés à l'antenne. Elle n'est que rarement sélectionnée face à des programmes tels que Le sixième sens, Les Envahisseurs ou Cosmos 1999. Ainsi seuls deux épisodes de la série sont sélectionnés et diffusés en 1976 dans le cadre de l'émission Samedi est à vous vers 14 h 00 : l'épisode Terreur au ralenti le 6 mars 1976 et Le dossier des mutations V le 24 juillet 1976,.
| Saison | Titre de l'épisode                    | Jour de la semaine | Date de diffusion | Durée    | Heure de diffusion |
| ------ | ------------------------------------- | ------------------ | ----------------- | -------- | ------------------ |
| 1      | 1. Le dossier des mutations V         | Lundi              | 4 octobre 1971    | 00:55:09 | 22 h 07            |
| 1      | 2. Attention : nécroses mentales      | Lundi              | 11 octobre 1971   | 00:55:41 | 22 h 00            |
| 1      | 3. Terreur au ralenti                 | Lundi              | 18 octobre 1971   | 00:55:15 | 22 h 00            |
| 1      | 4. Menaces sur le sixième continent   | Lundi              | 25 octobre 1971   | 00:55:42 | 22 h 00            |
| 1      | 5. L'homme radar                      | Jeudi              | 4 novembre 1971   | 00:55:57 | 22 h 00            |
| 1      | 6. Protection spéciale ultra-sons "U" | Jeudi              | 11 novembre 1971  | 00:55:23 | 22 h 00            |
| 2      | 1. Le dernier rempart                 | Samedi             | 23 février 1974   | 00:55:11 | 21 h 30            |
| 2      | 2. Le cabinet noir                    | Samedi             | 2 mars 1974       | 00:54:46 | 21 h 30            |
| 2      | 3. Les hommes volants                 | Samedi             | 9 mars 1974       | 00:55:25 | 21 h 30            |
| 2      | 4. Meurtres à distance                | Samedi             | 16 mars 1974      | 00:55:25 | 21 h 30            |
| 2      | 5. Alerte au Minotaure                | Samedi             | 23 mars 1974      | 00:55:12 | 21 h 30            |
| 2      | 6. Les créateurs de visible           | Samedi             | 30 mars 1974      | 00:55:13 | 21 h 30            |
| 2      | 7. L'Effaceur de mémoire              | Samedi             | 6 avril 1974      | 00:55:27 | 21 h 30            |

## Réception critique
À sa sortie, la série a été le sujet de plusieurs critiques diverses. Le 12 octobre 1971, Maurice Cruchon écrit dans Sud-Ouest, à la suite du deuxième épisode, que la série est « un bon moment, sinon un moment fort ». Le 13 octobre 1971, Jean-Paul Aymon est du même avis que son pair et écrit dans France-Soir qu' Aux frontières du possible est « une réussite certaine de notre télévision qui commence à rattraper son retard sur les Américains, maîtres du genre. » Cet engouement perdure tout au long de la diffusion de la première saison et le 26 octobre 1971, Marc Ferre écrit que « Menaces sur le sixième continent [...] s'est révélé être l'un des meilleurs » épisodes de la série.
A contrario, dans Télépoche, le 27 octobre 1971, on peut lire que « Aux frontières du possible qui évoquait la terreur au ralenti a dépassé les limites de la patience des téléspectateurs ». Le 13 octobre 1971, dans le Midi Libre, Jacques André considère, quant à lui, que la série est une « plate et banale imitation des plus plats des feuilletons américains ».
Néanmoins, lorsque le dernier épisode de la première saison est diffusé, Jean-Paul Aymon, toujours dans France-Soir mais le 13 octobre 1971, écrit de la série qu’elle a « atteint sa vitesse de croisière le soir même où nous est présenté le sixième et dernier épisode de la première série de ce feuilleton de science-fiction ». Pour lui, « Elga Andersen et Pierre Vaneck s’en vont trop tôt ».

## Commentaires
Le duo d'enquêteurs, un homme et une femme confrontés à des affaires mystérieuses, évoque celui de Chapeau melon et bottes de cuir. Le fait que ce duo enquête sur des dossiers aux limites du surnaturel en fait l'ancêtre de X-Files. Les scénarios qui relèvent du fantastique expliqué rappellent la série Les Aventures du colonel March avec Boris Karloff.
En 1971, l'ORTF proposa une autre série ayant pour thème des enquêtes sur des affaires non expliquées : La Brigade des maléfices qui devait connaître comme Aux frontières du possible une deuxième saison de sept épisodes en 1974 (projet annulé par la disparition de l'ORTF).
En 1976, Pierre Vaneck a été le héros d'une autre série policière et d'aventures qui n'a connu qu'une saison : L'Homme d'Amsterdam de Victor Vicas, l'un des deux réalisateurs de Aux frontières du possible.
Dans le deuxième épisode de la première saison, Attention : Nécroses mentales, il est fait allusion à la série américaine diffusée en France à partir de 1969, Les Envahisseurs.
Yann Thomas se présente comme un agent non violent qui ne porte jamais d'armes (Dans l'épisode L'homme radar, il rend un révolver que lui propose Barbara Andersen en disant qu'il ne sait pas s'en servir). Il ne boit que du lait et pas d'alcool. Ce qu'il déclare aux astronautes dans Attention : Nécroses mentales.
La voiture de Yan Thomas est une Fiat Dino 2400 coupé.

## Sorties DVD
- Allemagne :

- Alive Vertrieb und Marketing a sorti l'intégralité des épisodes en coffret 4 DVD le 2 septembre 2011 sous le titre Grenzfälle, Es geschah übermorgen.
- France :

- INA éditions a sorti la première saison en coffret 2 DVD le 4 septembre 2012 dans la collection Les Inédits fantastiques.
- INA éditions a sorti la seconde saison en coffret 2 DVD le 7 mai 2013 dans la même collection.

### Articles
- Jacques Benoit, Dans les coulisses de la télévision avec Henri Viard, Le Journal d'Elbeuf, 28 septembre 1971
- Alain Diana, Jacques Bergier est devenu un personnage de Tintin et Milou, TéléMagazine no 833, p. 64-65, 9 octobre 1971